# 四街广场 (托莱多)

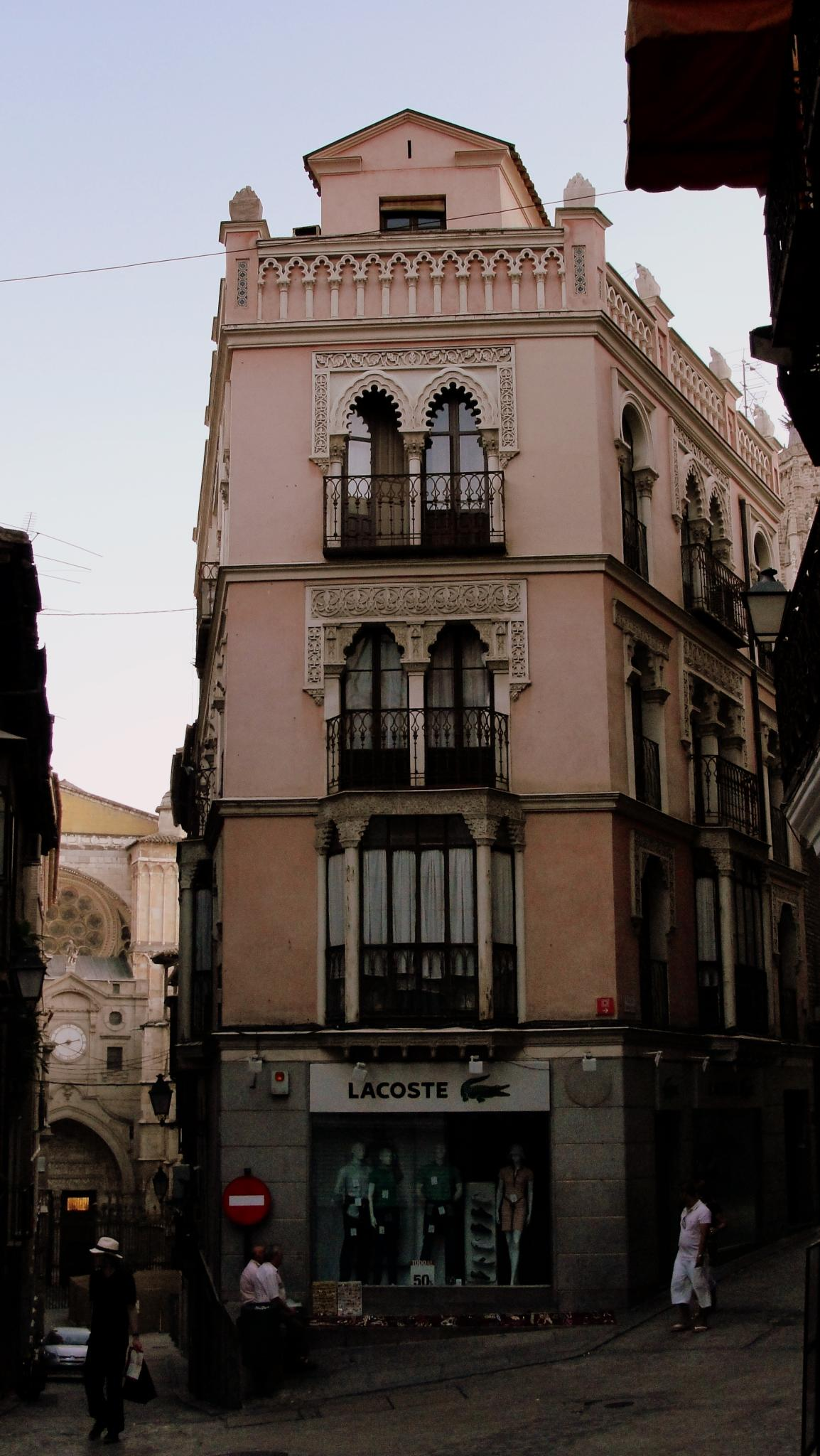
四街广场

四街广场（西班牙语：Plaza de las Cuatro Calles）是西班牙卡斯蒂利亚-拉曼查自治区托莱多市的一个广场。这个广场是托莱多的商业中心。
这是一个五角星的中心，北到苏克德贝尔广场（Zocodover），南到托莱多主教座堂，东到罗哈斯剧院（Teatro Rojas），西到阿尔卡内（Alcaná）。